# 許時清
許時清（1984年11月1日—）為臺灣籃球教練、前運動員，現擔任台灣職業籃球大聯盟新北中信特攻球員發展教練。

## 生平
2002年底許時清代表中華臺北征戰亞青男籃賽，在就讀南山高中三年級時加入達欣工程，2003年3月達欣工程報名許時清參加社會甲組籃球聯賽，高中畢業後升學至國立臺灣師範大學，2004年10月入選中華隊參加U20亞青男籃賽，2005年轉戰臺灣銀行，2010年6月決定褪下球衣，之後從楊宜峰手中接下南山高中兵符。2012年3月南山高中奪下100學年度高中籃球聯賽男子組冠軍、隊史第六冠。2016年3月南山高中收下104學年度高中籃球聯賽男子組冠軍。2022年2月許時清得知岳父罹癌。2022年7月許時清為了陪伴岳父走完人生最後一程而決定卸下南山高中兵符，由楊宜峰回鍋上任，許時清執教南山高中12年以來，南山11次挺進高中籃球聯賽（HBL）四強、抱走2次HBL冠軍、5次HBL亞軍。岳父於2022年9月辭世。2022年10月許時清加入T1聯盟新北中信特攻教練團，擔任球員發展教練一職。

## 外部連結
- 許時清的Instagram帳戶
- 許時清在Eurobasket.com（球員）（英语）